# Тымерсоль
Тымерсо́ль — железнодорожная станция (населённый пункт) в Магдагачинском районе Амурской области России. Входит в сельское поселение Дактуйский сельсовет.

## Название
Название эвенкийское от словосочетания двух слов: «тымир» — спускаться по реке и «соло» — ходовая рыба. То есть название переводится как «ходовая рыба, спускающаяся по реке».

## География
Остановочный пункт на перегоне Красная Падь — Дактуй. Расстояние до центра сельского поселения, села Дактуй, составляет 7 км, до райцентра, пгт Магдагачи — 22 км.

## История
Тымерсоль — бывшая железнодорожная станция Забайкальской железной дороги. Основана в 1912 году на правом берегу реки Тымерсоль, от которой и получило своё название.
Ранее являлся крупным дачным посёлком для жителей районного центра, но в связи с отменой пригородного движения поездов постепенно приходит в запустение.

## Население
| 2002 | 2010 | 2012 | 2013 | 2014 | 2015 | 2016 |
| ---- | ---- | ---- | ---- | ---- | ---- | ---- |
| 5    | ↘4   | →4   | →4   | →4   | →4   | ↗5   |
| 2017 | 2018 |      |      |      |      |      |
| →5   | →5   |      |      |      |      |      |